# داویت مانویان
داویت مانویان (ارمنی: Դավիթ Մանոյան؛ زادهٔ ۵ ژوئیهٔ ۱۹۹۰) یک بازیکن فوتبال در پست هافبک اهل ارمنستان است.

## باشگاهی
از باشگاه‌هایی که در آن بازی کرده‌است می‌توان به پیونیک، نئا سالامیس فاماگوستا، آلاشکرت و رابوتنیچکی اشاره کرد.

## تیم ملی
وی همچنین در زیر ۱۹ سال ارمنستان، زیر ۲۱ سال ارمنستان و تیم ملی فوتبال ارمنستان بازی کرده‌است. مانویان نخستین بازی ملی خود را که یک بازی دوستانه بود در تاریخ ۱۱ فوریه ۲۰۰۹ در لیماسول در مقابل لتونی انجام داده‌است.